# 엘 아르비 힐렐 수다니
엘 아르비 힐렐 수다니(아랍어: العربي هلال سوداني, El Arbi Hillel Soudani, 1987년 11월 25일, 슐레프 ~ )는 마리보르에서 공격수로 뛰는 알제리의 축구 선수이다. 알제리 축구 국가대표팀 일원으로 활약하기도 하였다.

## 클럽 경력

### ASO 슐레프
슐레프에서 태어난, 수다니는 그의 고향팀 클럽 ASO 슐레프의 유스팀에서 선수 생활을 시작하였다. 그가 19살이던 2009년 5월에 그는 2005-06 시즌 알제리 샹피오나 나시오날 28 라운드인 USM 안나바전에서 72분에 사미르 자우이의 교체 선수로 출전하며, 첫 데뷔를 치렀다.
2008년에, 그는 2007-2008 시즌에 24경기에 출전해서 11골을 넣으며, 알제리 축구 전문 사이트 "DZFoot"이 선정한 올해의 유망주 상을 수상하였다.
2011년 6월, 수다니는 프랑스 리그 2의 르망 입단 시험을 봤다.

### 비토리아 SC
2011년 8월 8일, 수다니는 포르투갈 축구 클럽 비토리아와 3년 계약을 맺었다. 이적료는 80만 유로로 추정되고 있다. 2011년 8월 25일, 수다니는 아틀레티코 마드리드와의 UEFA 유로파리그 2011-12 플레이오프전에서 66분에 교체 출전하며, 데뷔전을 치렀다. 2011년 10월 16일에 수다니는 2011-12 타사 드 포르투갈 3차 예선에서 모라 아틀레티쿠 클루브를 상대로 팀에게 아주 극적인 득점을 하였다. 1-0으로 팀이 끌려가고 있을 때, 수다니는 89분에 동점골을 넣어 연장전에 갔고, 팀은 117분에 득점을 하여 승리를 하였다. 2012년 4월 1일, 수다니는 파수스 드 페헤이라를 상대로 프리메이라 리가 첫 골을 넣으며 팀의 3-1 승리에 기여를 했다. 4월 21일에는 UD 레이리아를 3-2로 이긴 경기에서 득점을 하였다.
2013년 5월 26일, 수다니는 2012-13 시즌 타사 드 포르투갈 결승전에서 벤피카를 상대로 79분에 동점곰을 넣었고, 2분뒤에 히카르두가 추가 골을 넣어 2-1로 승리하였고, 비토리아의 대회 첫 우승에 큰 기여를 했다. 다음날에 그는 디나모 자그레브로 이적을 위해 메디컬 테스트를 받으러 크로아티아로 향했다.

### 디나모 자그레브
2013년 5월 27일에, 수다니는 메디컬 테스트를 동과하여, 크로아티아 리그 챔피언 디나모 자그레브와 4년 계약을 맺었고, 디나모는 이적료로 90만 유로를 지불했다. 2013년 7월 6일에 하이두크 스플리트와의 크로아티아 슈퍼컵에서 디나모 데뷔를 하였고 우승을 하였다. 그는 2013년 7월 12일에 오시예크와의 리그 경기에서 첫골을 넣었고, 팀은 3-1로 승리했다. 7월 16일에 수다니는 폴라 에슈와의 UEFA 챔피언스리그 2013-14 예선과 플레이오프에서, 팀에 출전한지 단 3경기만에 인상적인 두 골을 넣었다. 2013년 8월 3일에 67분에 교체 출전을 한 수다니는 RNK 스플리트를 상대로 경기를 끝내는 단 1득점을 해내며, 동시에 그가 팀의 1선발 공격수임을 증명해냈다. 2013년 8월 7일에 수다니는 UEFA 챔피언스리그 2013-14 플레이오프 경기인 셰리프 티라스폴을 3-0으로 이긴 원정경기에서 팀의 세 번째 골을 넣었다.

### 노팅엄 포리스트
2018년 6월 29일, 노팅엄 포리스트와 3년 계약을 맺으며 이적했다.

### 올림피아코스
2019년 6월 18일, 올림피아코스로 이적했다.

## 국가대표팀 경력
2011년 2월에, 수다니는 압델하크 벤치카 감독에 의해 수단에서 열리는 2011년 아프리카 네이션스 챔피언십에 참가하는 알제리 A' 축구 국가대표팀에 소집되었다. 조별 예선 첫 경기였던 우간다전에서, 수다니는 선발로 출전했고 61분에 득점을 하여, 팀은 2-0 승리를 거뒀다. 두 번째 경기인 가봉을 상대로, 그는 71분과 90분에 골을 터트렸다. 하지만, 알제리는 2-2 무승부를 거뒀다. 이후에 남은 경기에서 그는 득점을 하지 못했지만, 3골로 대회 최다 득점자가 되었다.
2011년 5월 14일, 수다니는 모로코와의 2012년 아프리카 네이션스컵 예선에서 처음으로 압델하크 벤치카 감독에 의해 알제리 축구 국가대표팀에 소집되었다. 2011년 6월 4일, 그는 그 경기에서 79분에 라피크 제부르와 교체 출전하며 대표팀 데뷔전을 치렀다.

### 국가대표팀 득점
알제리 축구 국가대표팀의 득점과 결과.
| 1.                  | 2012년 5월 26일  | 알제리, 블리다, 스타드 무스타파 샤케르        | 니제르       | 3–0 | 3–0 | 친선전                          |
| 2.                  | 2012년 6월 2일   | 알제리, 블리다, 스타드 무스타파 샤케르        | 르완다       | 2–0 | 4–0 | 2014년 FIFA 월드컵 예선         |
| 3.                  | 2012년 6월 2일   | 알제리, 블리다, 스타드 무스타파 샤케르        | 르완다       | 4–0 | 4–0 | 2014년 FIFA 월드컵 예선         |
| 4.                  | 2012년 6월 15일  | 알제리, 블리다, 스타드 무스타파 샤케르        | 감비아       | 4–1 | 4–1 | 2013년 아프리카 네이션스컵 예선 |
| 5.                  | 2012년 9월 9일   | 모로코, 카사블랑카, 스타드 모하메드 4세       | 리비아       | 1–0 | 1–0 | 2013년 아프리카 네이션스컵 예선 |
| 6.                  | 2012년 10월 14일 | 알제리, 블리다, 스타드 무스타파 샤케르        | 리비아       | 1–0 | 2–0 | 2013년 아프리카 네이션스컵 예선 |
| 7.                  | 2013년 1월 30일  | 남아공, 루스텐버그, 로열 바포켕 스타디움      | 코트디부아르 | 2–0 | 2–2 | 2013년 아프리카 네이션스컵      |
| 8.                  | 2013년 6월 2일   | 알제리, 블리다, 스타드 무스타파 샤케르        | 부르키나파소 | 1–0 | 2–0 | 친선전                          |
| 9.                  | 2013년 9월 10일  | 알제리, 블리다, 스타드 무스타파 샤케르        | 말리         | 1–0 | 1–0 | 2014년 FIFA 월드컵 예선         |
| 10.                 | 2014년 3월 5일   | 알제리, 블리다, 스타드 무스타파 샤케르        | 슬로베니아   | 1–0 | 2–0 | 친선전                          |
| 11.                 | 2014년 6월 4일   | 스위스, 카루주, 스타드 드 제네브              | 루마니아     | 2–1 | 2–1 | 친선전                          |
| 12.                 | 2014년 9월 6일   | 에티오피아, 아디스아바바, 아디스아바바 경기장 | 에티오피아   | 1–0 | 2–1 | 2015년 아프리카 네이션스컵 예선 |
| 13.                 | 2015년 2월 1일   | 적도 기니, 말라보, 데 누에보 말라보 경기장    | 코트디부아르 | 1–1 | 1–3 | 2015년 아프리카 네이션스컵      |
| 14.                 | 2015년 6월 13일  | 알제리, 블리다, 스타드 무스타파 샤케르        | 세이셸       | 2–0 | 4–0 | 2017년 아프리카 네이션스컵 예선 |
| 15.                 | 2015년 6월 13일  | 알제리, 블리다, 스타드 무스타파 샤케르        | 세이셸       | 3–0 | 4–0 | 2017년 아프리카 네이션스컵 예선 |
| 16.                 | 2015년 9월 6일   | 레소토, 마세루, 세트소토 국립경기장           | 레소토       | 2–1 | 3–1 | 2017년 아프리카 네이션스컵 예선 |
| 17.                 | 2015년 9월 6일   | 레소토, 마세루, 세트소토 국립경기장           | 레소토       | 3–1 | 3–1 | 2017년 아프리카 네이션스컵 예선 |
| 18.                 | 2016년 6월 2일   | 세이셸, 빅토리아, 스타드 리니테               | 세이셸       | 2–0 | 2–0 | 2017년 아프리카 네이션스컵 예선 |
| 19.                 | 2016년 9월 5일   | 알제리, 블리다, 스타드 무스타파 샤케르        | 레소토       | 1–0 | 6–0 | 2017년 아프리카 네이션스컵 예선 |
| 20.                 | 2016년 9월 5일   | 알제리, 블리다, 스타드 무스타파 샤케르        | 레소토       | 4–0 | 6–0 | 2017년 아프리카 네이션스컵 예선 |
| 21.                 | 2017년 6월 6일   | 알제리, 블리다, 스타드 무스타파 샤케르        | 기니         | 2–1 | 2–1 | 친선전                          |
| 2017년 6월 6일 기준 |                  |                                               |              |     |     |                                 |

## 수상 경력

### 클럽
ASO 슐레프
- 알제리 리그 프로페시오넬 1: 2011

비토리아 기마랑이스
- 타사 드 포르투갈: 2013

디나모 자그레브
- 크로아티아 슈퍼컵: 2013

### 개인 수상
- DZFoot 올해의 유망주 상 : 2008
- 2011 아프리칸 네이션스 챔피언십 득점왕 (3골)
- 2010–11 알제리 리그 프로페시오넬 1 득점왕 (18골)